# I Fought the Law
Singles de Green Day
Macy's Day Parade
(2001) American Idiot
(2004)
I Fought the Law est une chanson de Sonny Curtis, enregistrée avec The Crickets en 1959, popularisée par Bobby Fuller en 1965, puis par The Clash en 1979.
La version de Bobby Fuller Four figure au 177e rang dans la liste des 500 plus grandes chansons de tous les temps du magazine américain Rolling Stone établie en 2004. En 2015, elle reçoit le Grammy Hall of Fame Award.

## La version de The Clash
Le groupe punk anglais The Clash a repris la chanson sur son EP The Cost of Living, sorti en mai 1979 en Angleterre. Elle a par la suite été incluse à la version américaine de l'album The Clash.

## Autres versions
La chanson fut reprise par plusieurs artistes, entre autres par :
- Le chanteur français Claude François, dans une version adaptée intitulée « J'ai joué et puis j'ai perdu », en 1967 ;
- Birdland With Lester Bangs, sur l'album éponyme enregistré au studio Electric Lady Studios de New York le 4 janvier 1979 et édité en 1986¹.
- Ducks Deluxe en 1975
- The Pogues 1987 avec Joe Strummer au chant et Shane MacGowan en seconde voix, présent sur l'album de compilation Just Look Them Straight In The Eye And Say... PogueMahone!! en 2008.
- Les Dead Kennedys, sur la compilation Give Me Convenience or Give Me Death, sortie en 1987. Dans cette version, les paroles « I fought the law and the law won » deviennent « I fought the law and I won » ;
- La Mano Negra sur l'album live In the Hell of Patchinko en 1992;
- Les Stray Cats, sur l'album Original Cool, en 1993.
- Mike Ness, sur l'album Under the Influences, en 1999.
- Status Quo, sur l'album Riffs en 2002.
- Green Day, en 2004.
- Bruce Springsteen, en 2009.
- Antiflag, en 2010
- The Jolly Boys en 2010 dans une version mento[3].